# Warner Bros. Movie World
Pour les articles homonymes, voir Warner.

Logo de Warner Bros. Movie World

Warner Bros. Movie World est un ensemble de parcs à thème sous licence de la Warner. À la différence de Disney, aucun des parcs n'est la propriété de la société WarnerMedia, maison mère de Warner Bros. Entertainment. Ils sont gérés par différentes sociétés.
Depuis 2004, il existe deux parcs Warner Bros Movie World :
- Warner Bros. Movie World Madrid à  San Martín de la Vega au Sud de Madrid en Espagne (géré depuis 2004 par Parques Reunidos)
- Warner Bros. Movie World Australia (Opérateurs : Village Roadshow Limited et Sea World Property Trust) à Gold Coast en Australie.

Warner Bros avait aussi accordé une licence pour un parc en Allemagne, Warner Bros. Movie World Germany mais elle n'a pas été renouvelée après 2004. Le parc s'appelle dorénavant Movie Park Germany et est géré par Parques Reunidos depuis mai 2010.